# Korn (álbum)
Korn es el álbum debut homónimo de la banda estadounidense de nu metal, KoЯn. Lanzado el 11 de octubre de 1994 simultáneamente por Immortal/Epic Records. Antes de grabar el álbum, la banda tocó en varios conciertos en un intento de promocionarse. Ellos fueron abordados por Immortal/Epic Records después de una actuación en Huntington Beach, California. La banda firmó con su sello porque no quieren «ceder la totalidad de su libertad creativa.» Sus características más reseñables son dos guitarras con gran distorsión, con siete cuerdas y con numerosos efectos, una batería muy seca y característica, un bajo que tiene gran protagonismo y técnica, y unas letras que en su mayoría hablan de problemas personales y sociales que afectaron en la vida de Jonathan Davis. Se pueden encontrar diferentes mezclas de sonidos que generan climas bastantes ásperos en canciones como «Faget», o cierto sadismo en entonaciones de Davis en «Daddy». Muchos opinan que este fue el mejor álbum de la banda, y que después de este lanzamiento la banda nunca ha logrado alcanzar la originalidad e impacto que logró con este disco en su día. Ha sido muy influyente para muchas bandas, otras han tratado de imitar el concepto para obtener la misma fama.
Consiguió vender más de 13 millones de copias por todo el mundo y consiguió el puesto 72 del Billboard de 1995 con este disco debut. «Shoots and Ladders» fue nominada en 1997 al premio Grammy a la Mejor Actuación de metal.

## Lista de canciones
Seis de las canciones de este álbum fueron originalmente escritas por la primera banda de Jonathan Davis, Sex Art, de estas las más notables son Blind, Predictable y Daddy

| N.º   | Título | Duración |  |
| 1.    | «Blind» | 4:19     |  |
| 2.    | «Ball Tongue» | 4:29     |  |
| 3.    | «Need To» | 4:01     |  |
| 4.    | «Clown» | 4:37     |  |
| 5.    | «Divine» | 2:51     |  |
| 6.    | «Faget» | 5:49     |  |
| 7.    | «Shoots and Ladders»                                                                                               | 5:22     |  |
| 8.    | «Predictable» | 4:32     |  |
| 9.    | «Fake» | 4:50     |  |
| 10.   | «Lies» | 3:20     |  |
| 11.   | «Helmet in the Bush»                                                                                               | 4:02     |  |
| 12.   | «Daddy» (Una pista oculta, “Michael & Geri”, comienza a las 14:06, después de 5 minutos y 11 segundos de silencio) | 17:31    |  |
| 65:51 | |          |  |

## Portada y contenido
La portada del álbum presenta a una niña sentada en un columpio junto a la silueta de un hombre alto que está sosteniendo lo que parece ser una herradura o, más probablemente, cuchillas; por otra parte, la sombra de la niña le da la apariencia de que su cuerpo está siendo ahorcado, en la parte superior aparece el  logotipo de la banda. La fotografía fue hecha por Stephen Stickler, y el diseño fue dirigido por Jay Papke y Dante Ariola.
Por otro lado, en el booklet de ese disco, se ha colocado imágenes de juguetes viejos y de mal aspecto (quizá haciendo alusión a algún trauma de infancia, que el cantante pudo haber tenido), así como revistas pornográficas. Este detalle le da al álbum ese estilo oscuro, deprimente, que lo representa.

### Sencillos
- «Blind» - 1994
- «Need To» - 1995
- «Shoots and Ladders» - 1995
- «Clown» - 1996

## Créditos
- Reginald Arvizu - bajo
- Jonathan Davis - gaita, cantante
- James Shaffer - guitarra
- David Silveria - batería
- Brian Welch - guitarra, coros

- Judith Kiener - voz en Daddy
- Chuck Johnson - ingeniero de sonido, mezcla
- Ross Robinson - productor, ingeniero de sonido, mezcla
- Eddy Schreyer - masterización
- Stephen Stickler - fotografía